# ریموند صابونجی
ریموند صابونجی (انگلیسی: Raymond Sabounghi; ۲۳ اکتبر ۱۹۳۱ – ۲۰ دسامبر ۲۰۰۲) بازیکن بسکتبال اهل مصر بود.